# Intervallo (musica)
Nella teoria musicale, l'intervallo è la quantità in toni e/o semitoni tra due note musicali (misurata come "salto" tra i gradi della scala in uso), o anche la differenza in altezza tra i due suoni (misurato come rapporto tra le due frequenze d'onda). Si parlerà di intervallo melodico, diacronico o di salto, tra le due note (o suoni) prodotte consecutivamente (una dopo l'altra), oppure di intervallo armonico, sincronico o bicordo (es: power chord ), tra le due note (o suoni) prodotte simultaneamente (insieme):
- un intervallo melodico (melodia) si distingue anche per la direzione, ascendente o discendente, a seconda che il secondo suono sia rispettivamente più acuto o più grave rispetto al primo.
- un intervallo armonico (accordo) è caratterizzato anche dalla consonanza e/o dissonanza, come fenomeno legato all'interferenza generata dai due suoni in questione, vibranti simultaneamente.[2]

Gli intervalli tipici della tradizione musicale europea, definiscono le distanze fra le note di una scala musicale, in gruppi di toni e/o semitoni, dove gli intervalli più piccoli possono avere come unità di misura il comma o il cent. L'unisono non è propriamente un intervallo. Inoltre, è da notare che l'intervallo musicale è una classificazione teorica delle distanze musicali (tra le note) e non delle distanze acustiche che separano un suono dall'altro; per tale motivo, l'intervallo non rientra nel campo dell'accordatura e del temperamento. E a causa della fisiologia della percezione del suono, l'intervallo musicale non è percepito proporzionalmente alla differenza tra le frequenze dei due suoni, ma come differenza tra i loro logaritmi, cioè come rapporto tra le due frequenze

## Distanza
La distanza identifica quanti gradi intercorrono tra i due termini contando anche i due in questione, attraverso un aggettivo numerale ordinale al genere femminile (ad esempio: Do3-Re3 = intervallo di seconda o di 2ª; Do4-Mi4 = intervallo di terza o di 3ª); gli intervalli che vanno da quello di prima a quello di ottava vengono detti primari o semplici; quelli superiori all'ottava vengono detti multipli o composti dei precedenti, vale a dire che essi sono considerati trasposizioni degli intervalli primari alle ottave superiori (ad es.: l'intervallo di 10ª è il multiplo di quello di 3ª). Solitamente nella classificazione gli intervalli multipli vengono ricondotti ai loro corrispettivi primari, tranne in casi particolari riguardanti lo studio dell'armonia.

## Specie
La specie è la caratteristica di un intervallo, determinata dalla sua composizione in toni e semitoni. Essa viene determinata come segue:
1. se il secondo termine dell'intervallo appartiene sia alla scala maggiore che a quella frigia, entrambe aventi per tonica il primo termine, l'intervallo si dirà giusto (abbreviazione G); questa condizione si può avverare nel caso degli intervalli di 1ª, 4ª, 5ª e 8ª (ad es.: Do-Sol = intervallo di quinta giusto o 5ª G);
2. se il secondo termine appartiene alla scala maggiore e non a quella frigia, entrambe aventi per tonica il primo termine, l'intervallo si dirà maggiore (abbr. M); questa condizione si può avverare nel caso degli intervalli di 2ª, 3ª, 6ª e 7ª (ad es.: Do-Mi = intervallo di 3ª M);
3. se il secondo termine appartiene alla scala frigia e non a quella maggiore, entrambe aventi per tonica il primo termine, l'intervallo si dirà minore (abbr. m); questa condizione si può avverare nel caso degli intervalli di 2ª, 3ª, 6ª e 7ª (ad es.: La-Sol = intervallo di 7ª m);
4. se il secondo termine non appartiene né alla scala maggiore né a quella frigia, entrambe aventi per tonica il primo termine, ovvero il primo termine ha doppia alterazione, che gli attribuisce perciò valore musicale di una nota di grado diverso, occorre anzitutto assumere fittiziamente per quest'ultimo il valore più prossimo nominalmente omologo (ad es. per Do## prendere Do#) e ricalcolare l'intervallo fittizio secondo le precedenti regole, modificando quindi la specie come di seguito indicato.[3]
  - per ogni allontanamento di un semitono del primo/secondo termine reali al di fuori dell'intervallo fittizio calcolato, queste sono le denominazioni crescenti progressivamente assunte dall'intervallo: se minore (m), prima di tutto maggiore (M); se maggiore o giusto (G), aumentato (A), più che aumentato (+A), eccedente (E), più che eccedente (+E), ultra eccedente (uE); ad esempio l'intervallo Do-Fa♯ è un intervallo di 4ª A (quarta aumentata) perché è più ampio di un semitono rispetto a Do-Fa che è il corrispettivo intervallo giusto.
  - per ogni avvicinamento di un semitono dei due termini reali all'interno dell'intervallo fittizio, queste le denominazioni che accompagnano la diminuzione dell'intervallo: se maggiore (M), prima di tutto minore (m); se minore o giusto (G), diminuito (D), più che diminuito (+D), deficiente (DF), più che deficiente (+DF), ultra deficiente (uDF); ad esempio l'intervallo Do-Fa♭ è un intervallo di 4ª D (quarta diminuita) in quanto più piccolo di un semitono rispetto a Do-Fa che è l'intervallo giusto; invece Do-Mi♭ è un intervallo di 3ª m (terza minore) perché più piccolo di un semitono rispetto a Do-Mi che è l'intervallo maggiore.[senza fonte]

## Tavola degli intervalli
Segue una tavola degli intervalli maggiormente usati. Per scelta e per limitare l'esempio, il primo termine non viene mai modificato. Questo comporta che si possono ottenere solo intervalli da più che diminuito a più che aumentato.L'intervallo in teoria musicale rappresenta la distanza tra due note, sia in termini di toni e semitoni che come differenza di frequenze acustiche tra i due suoni. Si può parlare di intervallo melodico o armonico, a seconda che le note siano eseguite in successione (melodico) o simultaneamente (armonico). La distinzione tra questi due tipi di intervallo è fondamentale in molteplici contesti musicali e teorici.

### Intervallo Armonico e Melodico
Un intervallo armonico è definito tale quando due note vengono suonate assieme, mentre un intervallo melodico è definito tale quando due note vengono suonate in successione.

### Misura e Quantificazione
La distanza tra le due note, o intervallo, è spesso espressa in toni o semitoni, dove 1 tono è equivalente a 2 semitoni. A volte, per intervalli più precisi, si utilizzano altre unità di misura come il comma o il cent. L'unità di misura standard in ambito musicale è basata sul sistema temperato, ma vi sono altre tradizioni che adottano sistemi di accordatura non temperati.
L'unisono (l'intervallo tra due note identiche) è un caso speciale, poiché non si considera propriamente un intervallo. Inoltre, il concetto di intervallo musicale si riferisce a una distanza teorica, non alla distanza fisica o acustica tra due suoni, e viene interpretato attraverso il rapporto logaritmico tra le frequenze delle note, anziché come differenza lineare.

### Distanza e Numerazione degli Intervalli
Gli intervalli vengono numerati in base al numero di gradi che separano le note. Ad esempio, se si parte da Do3 e si arriva a Re3, si parla di intervallo di seconda (2ª), mentre se si passa da Do4 a Mi4, si ha un intervallo di terza (3ª). Gli intervalli che non superano l'ottava sono chiamati primari o semplici, mentre quelli che vanno oltre l'ottava sono multipli o composti, ovvero trasposizioni degli intervalli primari alle ottave superiori. Ad esempio, un intervallo di 10ª è un composto di un intervallo di 3ª.

### Specie degli Intervalli
La specie di un intervallo dipende dalla combinazione di toni e semitoni che lo compongono. Essa determina se l'intervallo è giusto, maggiore o minore:
- Intervallo giusto (G): Se l'intervallo è presente sia nella scala maggiore che in quella frigia (ad esempio, l'intervallo tra Do e Sol è una quinta giusta).
- Intervallo maggiore (M): Se l'intervallo è maggiore nella scala maggiore (ad esempio, l'intervallo tra Do e Mi è una terza maggiore).
- Intervallo minore (m): Se l'intervallo è presente solo nella scala frigia (ad esempio, l'intervallo tra La e Sol è una settima minore).

Gli intervalli possono anche essere aumentati o diminuiti. Ad esempio, un intervallo aumentato (A) è un intervallo che è più largo di un semitono rispetto all'intervallo maggiore o giusto di riferimento (es. Do-Fa♯ è una quarta aumentata). Un intervallo diminuito (D) è invece più stretto di un semitono rispetto all'intervallo giusto o minore (es. Do-Fa♭ è una quarta diminuita).
Altre modificazioni dell'intervallo possono essere chiamate eccedente (E), ultra eccedente (uE), o addirittura deficiente (DF), a seconda della quantità di alterazione dell'intervallo.

### Esempio di Intervallo e Modificazioni
Supponiamo che un intervallo di quarta (4ª) venga alterato. Se il primo termine è Do e il secondo termine è Fa♯, si avrà un intervallo di quarta aumentata (4ª A), che è più ampio di un semitono rispetto alla quarta giusta Do-Fa. Al contrario, se il secondo termine è Fa♭, si avrà un intervallo di quarta diminuita (4ª D), che è più stretto di un semitono rispetto alla quarta giusta.

### Tavola degli Intervalli
Nella pratica musicale, esistono tavole degli intervalli che mostrano le distanze tra le note più utilizzate, inclusi gli intervalli più comuni come secondi, terzi, quarti, quinte, seste, ecc. Queste tavole possono anche includere intervalli alterati, come quelli aumentati, diminuiti, e così via.

In conclusione, la comprensione degli intervalli è fondamentale per l'analisi della melodia e dell'armonia in musica, e la loro classificazione gioca un ruolo essenziale nella teoria musicale tradizionale. Inoltre, l'applicazione di questi concetti teorici è strettamente legata alla percezione psicofisiologica del suono e alla sua interpretazione logaritmica, che rende la musica un linguaggio universale capace di evocare emozioni e sensazioni attraverso le variazioni di altezza e intervallo.

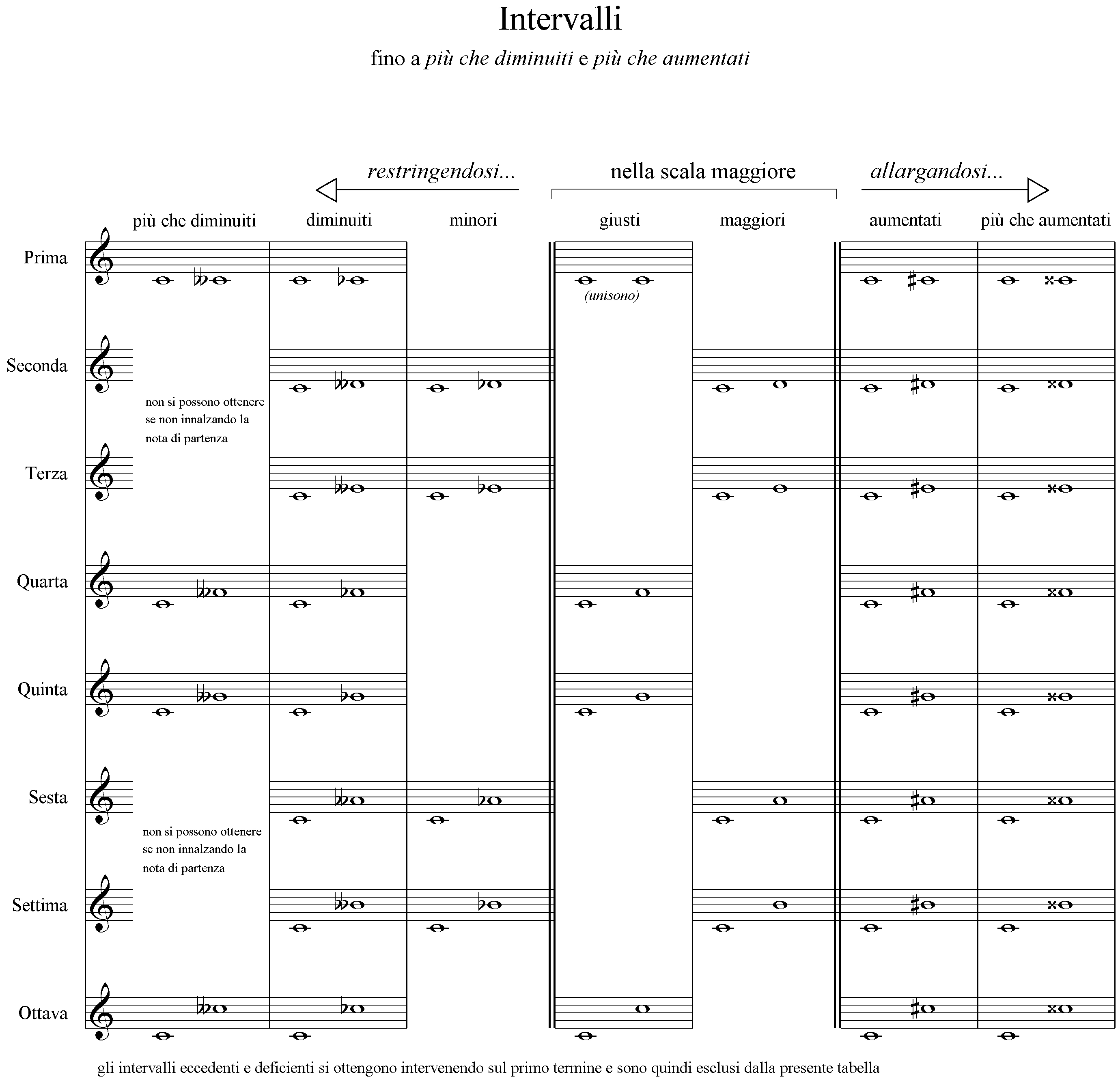
intervalli musicali ottenibili senza modificare il 1° termine

## Tavola figurata degli intervalli tra due note sul pentagramma

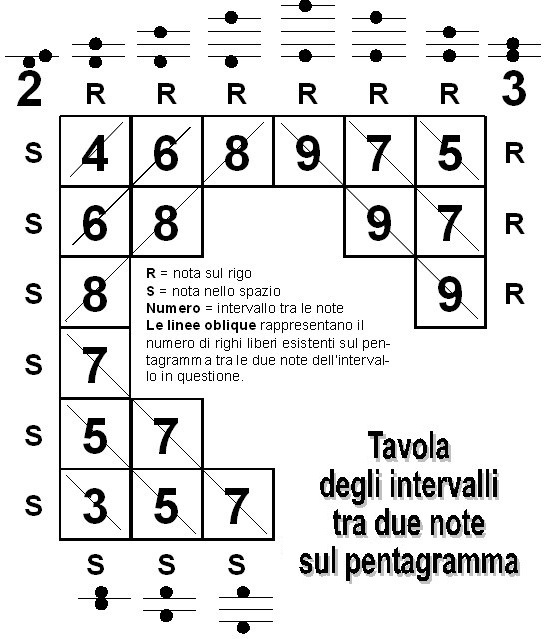
Tavola degli intervalli tra due note sul pentagramma